# Lupo di Custer

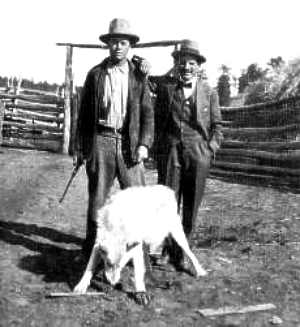
La carcassa montata del lupo di Custer, con H. P. Williams dietro

Il lupo di Custer era un lupo grigio maschio di colore bianco attivo nelle Colline Nere presso Custer, nel Dakota del Sud, e nel Wyoming orientale. Nell'arco di sei o sette anni il lupo uccise un numero elevato di animali, con danni che ammontarono a 25 000 dollari, e riuscì a lungo ad evitare tutti i tentativi di cattura da parte dei rancher e dei cacciatori governativi, malgrado una taglia di 500 dollari. Il lupo era particolarmente distruttivo, e a volte mutilava o uccideva numerosi bovini solo per nutrirsi dei loro vitelli non ancora partoriti. Durante il periodo in cui fu attivo si diffusero numerose storie inverosimili sull'astuzia e la ferocia dell'animale, in cui veniva descritto anche come un incrocio tra un lupo e un puma e persino come un licantropo.
Si segnala che il lupo perse la sua compagna nel 1916, e cominciò ad associarsi con una coppia di coyote. Harry Percival Williams, il luparo governativo che l'avrebbe poi catturato, lo descrisse come più piccolo dei lupi tipici della zona, dal momento che pesava 45 chili e misurava solo 183 cm di lunghezza. Williams uccise i due coyote nell'aprile del 1920 perché questi riuscivano ad avvertire il lupo della sua presenza. Dopo sette mesi di caccia, il lupo fu infine catturato in una tagliola l'11 ottobre. La tagliola stessa era stata ricoperta con l'odore della lupa di Split Rock, un altro predatore di bestiame abbattuto da Williams nell'anno precedente. Il lupo però riuscì a spezzare il perno della trappola, fuggendo per 4,8 chilometri prima di essere abbattuto.